# Cucharero (mueble)

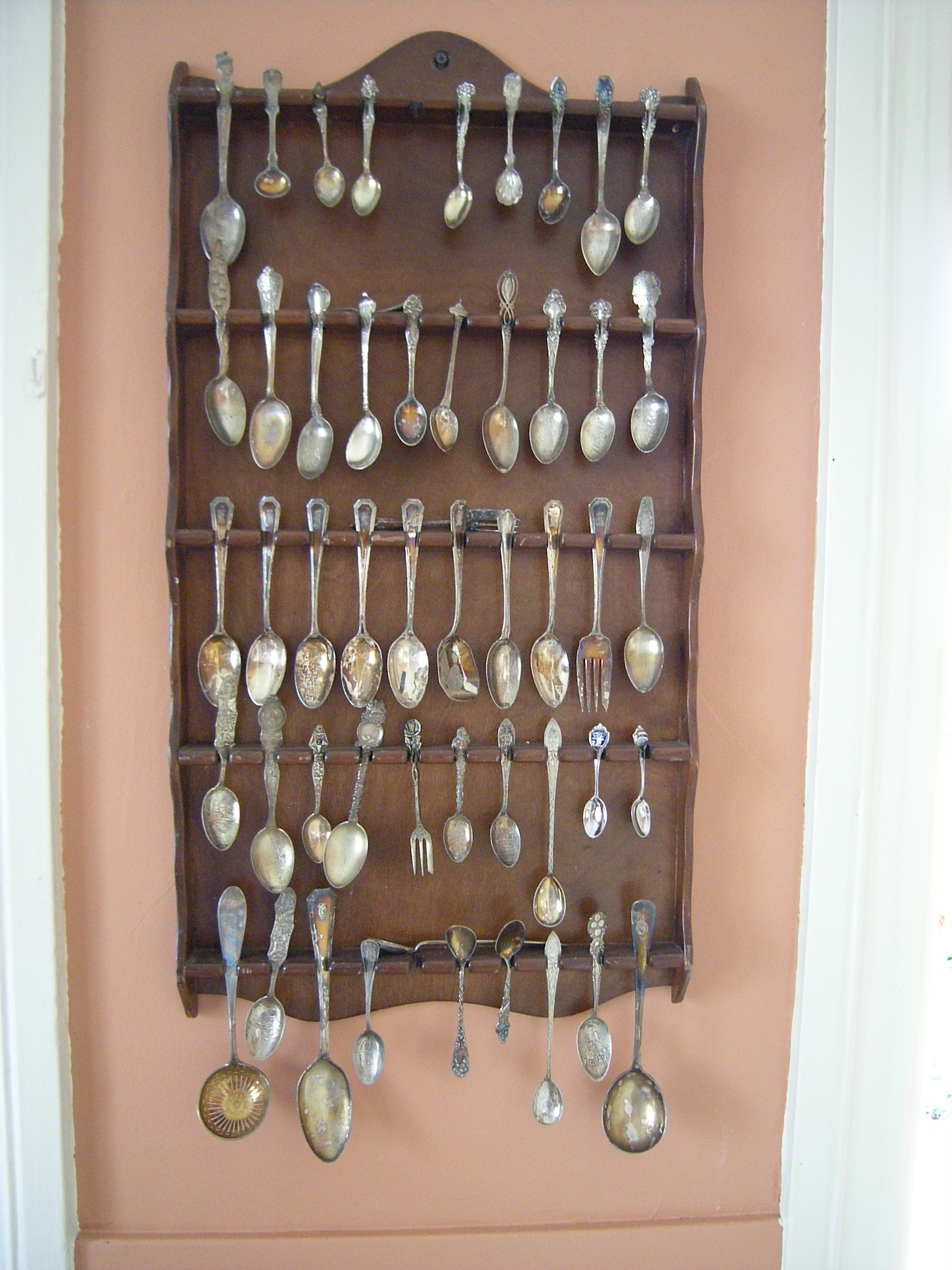
Lujoso mueble cucharero de pared, con cinco estantes y apliques para distintos tamaños de cubiertos. Se conserva en la Nelsen Family Residence, en Tukwila, Washington.

Cucharero y cucharetero pueden denominar al utensilio utilizado en las cocinas para colgar cucharas. Se utiliza como una especie de ‘cuadro de cubertería’ o alacena abierta sujeta a la pared, para colocar las cucharas, bien metálicas o de madera, en el entorno dedicado a cocinar. Los ejemplos más elementales se limitan a un simple listón con clavos. También pueden denominarse así los recipientes usados para escurrir los cubiertos.
Se han catalogado modelos artesanos de cuchareros de madera, con diferencias y aspecto muy variado, en las regiones montañosas vasco-navarras, y dentro del estudio de la producción de los artesanos rurales («kaikuegiles», cuchareros y tallistas).